# Arno Stern
Arno Stern (n. 23 iunie 1924, Kassel, Germania – d. 30 iunie 2024, Chouppes, Nouvelle-Aquitaine, Franța) a fost un cercetător și pedagog german, care a trăit în Franța.

## Biografie
Înainte de a emigra cu părinții săi in Franța, în momentul preluării puteri în Germania de către Hitler, Arno Stern frecventează timp de trei ani școala din Kassel. La izbucnirea celui de-al Doilea Război Mondial se refugiază cu familia în Elveția.
Împreuna cu alți 300 de refugiați, Arno Stern petrece anii copilăriei, până la sfărșitul razboiului, într-o clădire de fabrică amenajată provizoriu.
Refugiații din acest loc, au fost îngrijiți de asociații de ajutorare, care le-au pus la dispoziție cărți, printre care și unele de istoria artei. În toți acești ani, Arno Stern folosește timpul liber limitat de care dispune pentru a desena. După anii de internare ca apatrid in lagărul pentru refugiați, Arno Stern se întoarce după război cu familia sa înapoi în Franța, unde primește cetățenia franceză.
În 1946, lucrează într-o casă de orfani de război într-o suburbie din Paris. Misiunea lui Arno Stern era de a ține copii ocupați pe perioada de ședere în orfelinat și așa începe sa picteze. Rezultatul a fost Malort. În anii 1950 a construit prin forțe proprii un atelier la Paris Saint Germain-des-Prés pentru copii. Timp de 33 de ani, acest studio s-a numit Académie du Jeudi, nume care rămane până la mutarea lui Arno Stern într-un cartier central al Parisului. Noul loc primește numele de Closlieu (în germană: Malort).
Datorită angajamentului și muncii sale pedagogice și de cercetare, mass-media devine interesată de activitatea lui Arno Stern; asa se face că a fost intervievat de mai multe ori și el însuși a scris articole despre activitatea sa.
UNESCO devine conștienăt de capacitatea lui Stern și îl trimite la Bristol ca delegat în calitate de expert pentru primul Congres pentru educația prin artă (International Society for Education through Art).

## Activitate
Stern a avut dorința și ideea creării unei academii pentru copii: Académie du Jeudi („Academia de joi”). Ziua de joi era în Franța o zi liberă în săptămâna școlară - astfel se explică numele academiei. Așa se face că în 1949 a deschis un atelier de pictura pentru copii în centrul orașului Paris, la Saint-Germain-des-Prés.  Académie du Jeudi  devine rapid un proiect cunoscut de mass-media și nu numai. Dar dorința lui Stern nu a fost de a avea doar un atelier cunoscut, ci visul său a fost de a crea un loc unde copiii pot trăi sentimentele lor cele mai intime, și aceasta izolați de publicitate și publicul larg.
Acesta este momentul în care Stern a început un proces de dezvoltare foarte important. Până atunci, Stern a descris activitatea din atelierul său ca „arta pentru copii”. De-a lungul timpului, Stern s-a distanțat tot mai mult de acest concept și a dezvoltat unul nou: „Formulation”. Prin urmare, pictura are în viziunea lui Stern un scop neterapeutic și nu este deci o terapie prin arta, iar accentul îl pune pe funcționarea practică. 
Așa apare noul atelier, dupa aproape 33 de ani, în apropiere de La Madeleine: Closlieu („Locul închis”, în senul de „locul protejat”).
În 1987 Arno Stern fondează Institut de Recherche en Sémiologie de l'Expression („Institutul de cercetare pentru semiologia exprimarii”). Institutul se concentreză pe cercetarea și dezvoltarea conceptului de „Formulation”.
În ianuarie 2012, Stern îngrijește și editează cartea de proză și lirică care conține și textele prietenului său decedat, Herbert Kalman: Erinnerungen an Europa 1933-1949 („Amintiri din Europa 1939-1949”). Kalman și Stern s-au cunoscut și au devenit prieteni în timpul șederii în același lagăr pentru refugiați de război din Elveția, loc unde au fost scrise și textele cuprinse în această carte.

## Closlieu/Malort în întreaga lume
În prezent, grație eforturilor depuse de Arno Stern de a forma și educa și alte persoane în activitatea pentru rolul de Servant, Closlieu se găsește în peste 150 de locații din toate colțurile lumii. Majoritatea acestor locații se află în Vestul Europei și anume în Germania (peste 50), Franța și Italia. Fenomenul Closlieu se răspândește însă rapid și în Estul Europei (http://www.painting-room.ro/ Arhivat în 1 februarie 2019, la Wayback Machine.) sau în locuri mai exotice cum ar fi Reunion (Le Rêve des Couleurs), India (https://www.auroville.org/), Brazilia (Clolie-Jogo de pintar).
În secțiunea Legături externe poate fi consultată harta atelierelor Closlieu din întreaga lume.

### În mass-media
- Der Spiegel( Nr. 23), Das Alphabet der Menschheit, Pagina:172ff din 02.06.2008 (http://www.spiegel.de/spiegel/print/d-57223356.html)
- Prezentarea activității lui Arno Stern în filmul documentar austriac Alphabet cu tema Bildungschancen  de Erwin Wagenhofer. (http://www.alphabet-film.com)
- Televiziunea Națională Elvețiană, Aeschbacher, 06.03.2014, 22:24 Uhr, https://www.srf.ch/play/tv/aeschbacher/video/arno-stern?id=d3e6a0d7-33b1-4c58-99f0-bff421cbb219&station=69e8ac16-4327-4af4-b873-fd5cd6e895a7